# مرکز اطلاعات و اخبار تروریسم
مرکز اطلاعات و اخبار تروریسم (انگلیسی: Intelligence and Terrorism Information Center) که همچنین به عنوان مرکز اطلاعات و اخبار تروریسم مایر آمیت شناخته می‌شود و به افتخار مایر آمیتی تأسیس شده‌است، یک گروه تحقیقاتی اسرائیلی است که با ارتش اسرائیل و کنگره یهودی‌های آمریکا روابط نزدیکی دارد. این سازمان بخشی از مرکز اطلاعاتی هوشمند اسرائیل (IICC) است.

## تأسیس و سازماندهی
مرکز اطلاعات و اخبار تروریسم مایر آمیت (ITIC) در سال ۲۰۰۲ تأسیس شد. این مرکز توسط سرهنگ (بازنشسته) رئوبن ارلیک، یک افسر اطلاعاتی سابق ارتش اسرائیل مدیریت می‌شود. براساس وب سایت این مرکز، آی تی آی سی بخشی از مرکز میراث اطلاعات اسرائیل (IICC)است که یک سازمان غیردولتی بوده و خود را وقف خاطرات کسانی که از جامعه اطلاعاتی اسرائیل از بین رفته‌اند، کرده‌است.
این سازمان ارتباط نزدیکی با فرماندهی نظامی اسرائیل دارد و در وزارت دفاع اسرائیل دفتر دارد. این مرکز به عنوان «چهره عام اطلاعات اسراییل» توصیف شده‌است و به عنوان یک «مجرا» برای انتشار اطلاعاتی که اطلاعات نظامی اسرائیل نمی‌خواهد به‌طور مستقیم با آن ارتباط برقرار کند ، می‌باشد.

## انتقاد
چندین عضو سابق جامعه اطلاعاتی اسرائیل (موساد، اطلاعات نظامی، شاباک و ناتیو) از رابطه «همزیستی» میان این مرکز و اطلاعات نظامی اسرائیل و تأسیس این مرکز انتقاد کرده‌اند و استدلال آنها این است که ارتباط اطلاعات نظامی با ارگان تبلیغاتی برای تجزیه و تحلیل «هدف» و «ایدئولوژیک بی طرفانه» مضر خواهد بود. استیون ارلانگر در نیویورک تایمز نوشت که سخنگوی این مرکز اذعان کرد که مرکز یادشده از دولت اسرائیل پول دریافت می‌کنند.

## فعالیت‌ها
کارکنان پژوهشی مرکز که عمدتاً افسران سابق اطلاعات نظامی هستند، گزارش‌های هفتگی را جمع‌آوری و تألیف می‌کنند که در وب سایت خود به صورت آنلاین منتشر می‌شود.
موضوعات اصلی این مرکز عبارتند از: حکومت خودگردان فلسطین، حزب‌الله لبنان، تروریسم مالی و بازاریابی، که توسط دولت‌های تروریستی (به ویژه ایران و سوریه) حمایت می‌شوند، یهودستیزی، اسلام رادیکال، جهاد جهانی و القاعده و جنگ اسرائیل- فلسطین.
در سال ۲۰۱۰، این مرکز یک گزارش تحقیقاتی منتشر کرد که در آن به این نتیجه رسید که در جنگ غزه (۲۰۰۸–۲۰۰۹) براساس گزارش هیئت حقیقت‌یاب سازمان ملل درباره مناقشه غزه، حماس از زیرساخت‌های غیرنظامی و مردم (از جمله کودکان) به عنوان سپر انسانی استفاده کرد.